# Kolem Flander
Kolem Flander (nizozemsky Ronde van Vlaanderen, také známý jako De Ronde), je každoroční cyklistický závod, který se koná v Belgii ve Vlámsku každé jaro, závod patří mezi pět nejprestižnějších jednodenních cyklistických závodů spolu s Milan-San Remo, Paris-Roubaix, Liège-Bastogne-Liège a Il Lombardia.
Nejdůležitější cyklistický závod ve Flandrech, je součástí UCI World Tour a pořádá ho Flanders Classics. Jeho přezdívka je Vlaanderens Mooiste (nizozemsky „Flanderská nejjemnější“). Poprvé se konal v roce 1913, v roce 2016 se konal 100. ročník.
Dnes je jedním z pěti "monumentů" cyklistiky spolu s Milán – San Remo, Paříž–Roubaix, Lutych–Bastogne–Lutych a Giro di Lombardia. Je to jedna ze dvou hlavních dlážděných klasik, předcházející Paříž–Roubaix, která je v kalendáři týden po Kolem Flander. Tento závod měl své jediné přerušení během první světové války a byl organizován bez přestávky od roku 1919, nejdelší nepřetržitá série jakékoli cyklistické klasiky.
Sedm mužů drží rekord v počtu vítězství, díky čemuž je Tour of Flanders unikátní mezi hlavními klasikami. Po třech vítězstvích mají Belgičané Achiel Buysse, Eric Leman, Johan Museeuw a Tom Boonen, Ital Fiorenzo Magni, Švýcar Fabian Cancellara a Nizozemec Mathieu van der Poel.

## Historie
Závod vznikl v roce 1913.

## Seznam vítězů
| - 1913 Paul Deman - 1914 Marcel Buysse - Nejelo se 1915–1918 - 1919 Henri Vanlerberghe - 1920 Jules Van Hevel - 1921 René Vermandel - 1922 Léon Devos - 1923 Heiri Suter - 1924 Gerard Debaets - 1925 Julien Delbecque - 1926 Denis Verschueren - 1927 Gerard Debaets - 1928 Jan Mertens - 1929 Jef Dervaes - 1930 Frans Bonduel - 1931 Romain Gijssels - 1932 Romain Gijssels - 1933 Alfons Schepers - 1934 Gaston Rebry - 1935 Louis Duerloo - 1936 Louis Hardiquest - 1937 Michel D'Hooghe - 1938 Edgard de Caluwé - 1939 Karel Kaers - 1940 Achiel Buysse - 1941 Achiel Buysse - 1942 Briek Schotte - 1943 Achiel Buysse - 1944 Rik Van Steenbergen - 1945 Sylvain Grysolle - 1946 Rik Van Steenbergen - 1947 Emiel Faignaert - 1948 Briek Schotte - 1949 Fiorenzo Magni - 1950 Fiorenzo Magni - 1951 Fiorenzo Magni - 1952 Roger Decock - 1953 Wim van Est - 1954 Raymond Impanis | - 1955 Louison Bobet - 1956 Jean Forestier - 1957 Fred De Bruyne - 1958 Germain Derijcke - 1959 Rik Van Looy - 1960 Arthur De Cabooter - 1961 Tom Simpson - 1962 Rik Van Looy - 1963 Noel Foré - 1964 Rudi Altig - 1965 Jo De Roo - 1966 Edward Sels - 1967 Dino Zandegù - 1968 Walter Godefroot - 1969 Eddy Merckx - 1970 Eric Leman - 1971 Evert Dolman - 1972 Eric Leman - 1973 Eric Leman - 1974 Cees Bal - 1975 Eddy Merckx - 1976 Walter Planckaert - 1977 Roger De Vlaeminck - 1978 Walter Godefroot - 1979 Jan Raas - 1980 Michel Pollentier - 1981 Hennie Kuiper - 1982 René Martens - 1983 Jan Raas - 1984 Johan Lammerts - 1985 Eric Vanderaerden - 1986 Adri van der Poel - 1987 Claude Criquielion - 1988 Eddy Planckaert - 1989 Edwig van Hooydonck - 1990 Moreno Argentin - 1991 Edwig van Hooydonck - 1992 Jacky Durand - 1993 Johan Museeuw | - 1994 Gianni Bugno - 1995 Johan Museeuw - 1996 Michele Bartoli - 1997 Rolf Sørensen - 1998 Johan Museeuw - 1999 Peter van Petegem - 2000 Andrei Tchmil - 2001 Gianluca Bortolami - 2002 Andrea Tafi - 2003 Peter van Petegem - 2004 Steffen Wesemann - 2005 Tom Boonen - 2006 Tom Boonen - 2007 Alessandro Ballan - 2008 Stijn Devolder - 2009 Stijn Devolder - 2010 Fabian Cancellara - 2011 Nick Nuyens - 2012 Tom Boonen - 2013 Fabian Cancellara - 2014 Fabian Cancellara - 2015 Alexander Kristoff - 2016 Peter Sagan - 2017 Philippe Gilbert - 2018 Niki Terpstra - 2019 Alberto Bettiol - 2020 Mathieu van der Poel - 2021 Kasper Asgreen - 2022 Mathieu van der Poel - 2023 Tadej Pogačar - 2024 Mathieu van der Poel - 2025 Tadej Pogačar |